# Kastély tér (Varsó)

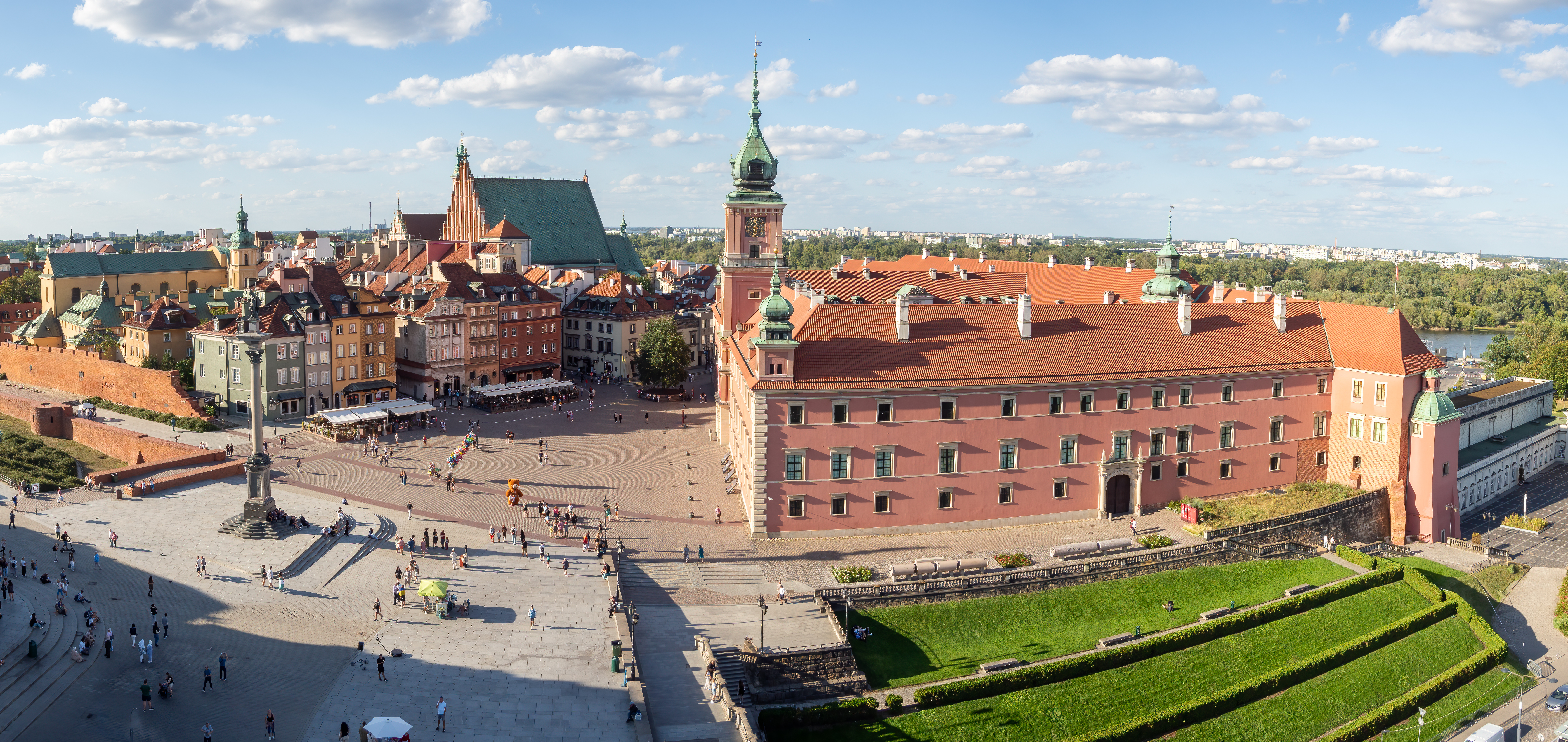
Kastély tér Zsigmond-oszlopa (baloldalt)

A varsói Kastély tér (lengyelül: Zamkowy w Warszawie) Varsó főtere a várban. A téren áll a III. Zsigmond lengyel király emlékére állított Zsigmond-oszlop, amely Varsónak a legrégibb világi emlékműve és szimbóluma. Clemente Molli készítette. A tér keleti oldalán áll a második világháború pusztítása után felújított királyi palota, Mazóvia hercegi rezidenciája. Később a lengyel királyok és Litvánia főhercegeinek lakosztálya a 16. századtól a 18. századig. A nácik felrobbantották a II. világháborúban. 1949-ben a teret összekötötték egy mozgólépcsővel, a kastély alá visz az alagúthoz és a viadukthoz. 1907-ben a viaduktot modernizálták. 

## Külső hivatkozások
- Virtuális kirándulás a Királyi palotán keresztül
- Kastély térArchiválva 2013. szeptember 21-i dátummal a Wayback Machine-ben